# Giovanni Battista Ceoletta
Giovanni Battista Ceoletta (Avesa, 30 gennaio 1916 – 1981) è stato un generale e aviatore italiano, pluridecorato combattente durante la seconda guerra mondiale nell file del 10º Gruppo, 4º Stormo Caccia Terrestre, venne considerato un asso dell'aviazione da caccia italiana con più di dieci vittorie aeree. Promosso ufficiale per merito di guerra, dopo la fine del conflitto fu pilota acrobatico nelle Pattuglie del Cavallino Rampante e dei Diavoli Rossi.

## Biografia
Nacque ad Avesa il 30 gennaio 1916, figlio di una cittadina di Pastrengo. Dopo aver lavorato presso un’officina del paese natale della madre, conseguì il brevetto di pilota presso l’aeroporto di Boscomantico, andando poi a lavorare presso l’industria Breda di Milano in qualità di motorista. Nel corso del 1939 si arruolò nella Regia Aeronautica, entrando nella Scuola di volo di Frosinone dove volò a bordo degli addestratori Breda Ba.25, e conseguì il brevetto di pilota militare su Fiat C.R.20. Promosso sergente fu assegnato alla 90ª Squadriglia, 10º Gruppo, 4º Stormo Caccia Terrestre di stanza a Gorizia, dove si trovava all’atto dell'entrata in guerra del Regno d'Italia, il 10 giugno 1940. Il giorno 12 dello stesso mese il 10º Gruppo, al comando del tenente colonnello Armando Piragino, ed equipaggiato con 27 caccia Fiat C.R.42 Falco, fu trasferito sull’Aeroporto di Tobruk T.2, in Africa settentrionale.

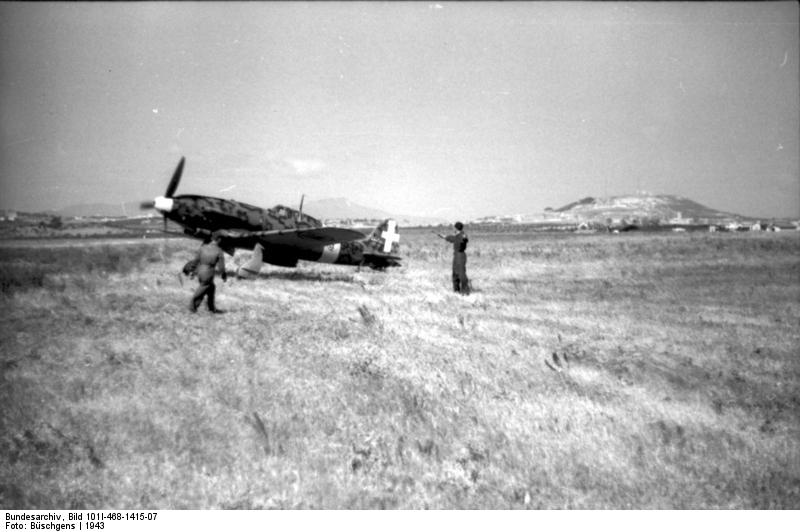
Un caccia Aermacchi C.202 Folgore ritratto in un aeroporto dell'Italia meridionale nel corso del 1943.

Prese parte a numerose missioni belliche sulla Libia e poi, quando il suo reparto venne riposizionato a Catania, su Malta, ricevendo poi in dotazione i velivoli Aermacchi C.200 Saetta. Il 29 novembre 1941 il 10º Gruppo fu trasferito a Campoformido dove, a partire dal 10 dicembre, iniziò a ricevere i nuovi Aermacchi C.202 Folgore. Rischierato a Castelvetrano il 13 aprile 1942,  il suo reparto rientrò in azione il giorno 20 dello stesso mese per una missione di caccia libera su Malta. Purtroppo nel corso dell’azione il velivolo di Ceoletta entrò in collisione con quello del capo pattuglia, capitano Giovanni Guiducci a 4.000 m di quota. Guiducci rimase intrappolato nel suo aereo che precipitò in fiamme, mentre Ceoletta riuscì a lanciarsi con il paracadute venendo tratto in salvo, dopo sei ore di permanenza nella acque del Mediterraneo, da un peschereccio.  Promosso sergente maggiore, nel giugno 1942 il 10 Gruppo fu rimandato in Libia, attestandosi sull'aeroporto di Fuka, ed entrando subito in azione. Dopo la battaglia di El Alamein il 10º Gruppo iniziò una lunga ritirata che lo porto a schierarsi sull'aeroporto di Castelbenito nel mese di dicembre, rientrando poi in Patria. Schierato a difesa della Capitale il suo gruppo, dotato anche del nuovo modello Aermacchi C.205V Veltro partecipò alle azioni in difesa della Sicilia e della città di Napoli. All’atto delle firma dell’armistizio dell’8 settembre 1943 il 10º Gruppo si trovava posizionato a Castrovillari, entrando poi a far parte del neocostituito Raggruppamento Caccia in forza all’Italian Co-Belligerent Air Force. Il reparto combatte contro le forze tedesche nei Balcani, in appoggio alle forze italiane schierate in quel settore.
Dopo la fine del conflitto transitò in forza all'Aeronautica Militare Italiana, sempre prestando servizio presso il 4º Stormo allora di stanza sull’aeroporto di Capodichino. Con l'arrivo dei primi aviogetti De Havilland DH.100 Vampire il 6º Gruppo costituì una pattuglia acrobatica, denominata Pattuglia del Cavallino Rampante, su quattro elementi che esordì a Roma, nel corso dell'Avioraduno Internazionale dell'Urbe, il 2 giugno 1952. La pattuglia ottenne subito grande successo, tanto che nel 1958 egli fu trasferito alla Pattuglia dei Diavoli Rossi costituita in seno alla 6ª Aerobrigata di Ghedi. Tale pattuglia, al comando del capitano Squarcina, era dotata dei cacciabombardieri Republic F-84F Thunderstreak che furono poi sostituiti dai caccia North American F-86F Sabre.
Concluse la sua carriera militare al comando dell’80º Gruppo Intercettori Teleguidati, equipaggiato con i missili superficie-aria MIM-14 Nike Hercules, di stanza sulla base di Bagnoli di Sopra, provincia di Padova. Promosso generale di brigata aerea, si spense nel 1981.

## Onorificenze

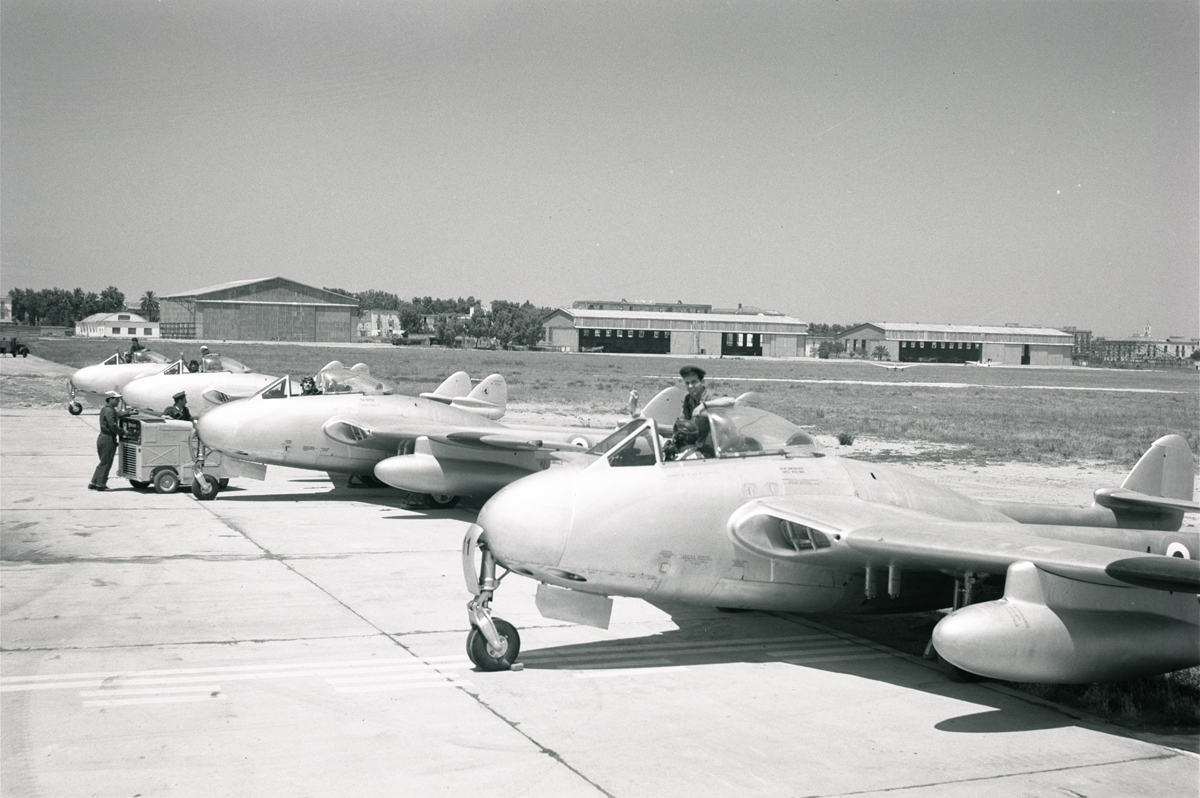
I De Havilland DH.100 Vampire della pattuglia acrobatica del Cavallino Rampante in una foto del 1950.

### Annotazioni
1. ↑  Si trattava del tenente Giovanni Battista Ceoletta (capoformazione), tenente Raffaele Sallustio (gregario di sinistra), sergente maggiore Otello Galgani (gregario di destra), tenente Alfredo Bombardini (fanalino), tenente Antonio Guerrieri (riserva).

### Fonti
1. 1 2 3 4 5 6 7 8  Circolo della PAN, 1 marzo 2014, p. 4.
2. 1 2 3 4  Ufficio Storico dell'Aeronautica Militare 1977, p. 32.
3. ↑  Circolo della PAN, 1 marzo 2014, p. 5.
4. 1 2 3  Ufficio Storico dell'Aeronautica Militare 1977, p. 33.
5. 1 2 3  Circolo della PAN, 1 marzo 2014, p. 7.
6. 1 2 3 4 5  Ufficio Storico dell'Aeronautica Militare 1977, p. 34.
7. ↑  Circolo della PAN, 1 marzo 2014, p. 8.
8. ↑  Circolo della PAN, 1 marzo 2014, p. 9.
9. ↑  Circolo della PAN, 1 marzo 2014, p. 10.
10. ↑  Bollettino Ufficiale 1941, supplemento 13, registrato alla Corte dei Conti addì 16 gennaio 1942, registro n.14 Aeronautica, foglio n.388.